# On a changé
Singles de Les Déesses
Danse avec moi
On a changé est le premier single du trio Les Déesses. Sorti le 2 juillet 2007 en France métropolitaine après avoir fait l'objet d'une diffusion dans les îles françaises et avoir été remixé. Il s'est hissé jusqu'à la 5e place du Top des ventes. Il est également le premier single issu de leur album, Saveurs Exotiques, qui est sorti le 29 octobre 2007.

## Le clip vidéo
Le clip a été tourné à Miami. On y voit les trois filles danser et chanter au milieu de la végétation, et s'amuser avec leurs amis. Il y a un jeu de séduction entre la chanteuse principale et un jeune homme au milieu de la jungle.

## Classement des ventes
| Pays   | Meilleure position |
| ------ | ------------------ |
| France | 5                  |